# 停不了的愛
《停不了的愛》是1984年上映的一部香港爱情電影，為《靚妹仔》的續集；由麥當傑執導，文雋編劇，刘德华和温碧霞主演。票房收入过千万港元，为温碧霞的成名作品。劇情主題仍然圍繞歡場故事，但與《靚妹仔》的寫實故事稍有不同；故事主線描述風塵女子梁佩君意外與醫生Eric相戀，由于她感觉自己配不上他，所以一直没有坦白自己真实的工作和身份。当他得悉她的身份後，并没有嫌弃她反而用钱替她赎身，然而身份和环境造成的人格差距还是无法让他们结合。本片入圍第4屆香港電影金像獎最佳劇本提名。

## 剧情
由于父亲抢劫犯罪而坐牢，母亲改嫁，作为家中大姐的佩君（溫碧霞 飾），为了照顾读中学的妹妹露露（李麗珍 飾）和读小学的弟弟阿静，她还未成年就已踏入社会谋生，在一家夜总会当陪客人应酬的舞小姐。识人不慎的她还为客人世雄生下男婴当当（ 飾），然而世雄得知后抛弃他们而去。在夜总会有一个叫珍珠的女同事处处与佩君为敌。混社会的波哥（吳孟達 飾）喜欢佩君而让她陪其过夜，她则假装自己来月经欺骗他，被发现后不欢而散。
一次佩君帮一名外国游客拍照，并与路过的青年Eric（劉德華 飾）合影而结下一面之缘。世雄又到夜总会消遣被佩君发现，忿恨难消的她后来进入一家餐厅将正在用餐的世雄用刀砍伤，因此被关入少年感化院半年，在這裡她受到其他女室友的欺负殴打。佩君出来后夜总会媽媽生为她介绍了一个有钱的老人豆叔与其相识，在餐厅她再次遇到Eric，Eric声称要将上次两人的合照送给她。次日晚上两人约会吃饭，佩君得知Eric是玛丽医院的一名实习医生，她则谎称自己父母双亡，是個化妆品推销员。
不爱学习的妹妹露露在学校戏弄男老师，校长让她带家长到校谈话，结果佩君在学校办公室里与校长发生口角，露露因此受到退学之处分。Eric乘车载佩君時，路水溅到了路边两个女青年的衣服，结果女青年向Eric敲诈5,400元钱作为赔偿金，佩君将她们带進女廁打倒帮Eric解决了纠纷。佩君在夜总会应酬繁忙，辗转于波哥、豆叔和其他客人之间，一个晚上Eric看到一名男子送她回家且两人举止亲昵。Eric质问她在欺骗他，她则谎称那男子是其交往三年的男友且刚分手。Eric称自己已经深深爱上她，佩君主动提出与他发生了性行为。接着Eric带她回家见自己的父母，他父母长居美国，Eric的家庭条件以及其父母的言谈举止让佩君深深感到自己与男方家的差距，为了应付他们的问话她只能使用谎言，还谎称自己以后会去英国读大学，Eric则说以后会带她去美国跟父母生活。
佩君想与Eric好好相爱相处三个月，于是向媽媽生借款三万元并请求三个月的假期，妈咪则让她去陪豆叔，结果佩君从豆叔那里赚到一笔钱。接着她到医院做手术去掉身上的纹身，并努力学习英语，与Eric度过了一段美好的浪漫时光。而在一家按摩店工作的露露，因不愿卖淫而遭到男友飞鹰（也在按摩店工作的混混）的殴打，佩君接到妹妹的求救电话前去解救露露未果，最终她求助于波哥帮忙，波哥则让她陪他过夜三次。
Eric与同学庆祝毕业的舞会上，出席舞会的佩君被一名男士发觉似曾相识，令她自觉惭愧并决定离开Eric，在留给他的信中她承认自己撒了谎，坦承自己是中国宫廷夜总会的舞小姐，並感谢这段时间他带给她的幸福时光。露露被波哥救出后，佩君携露露在夜总会感谢波哥。Eric来到夜总会找到佩君，强行带她离开。在他开车载姐妹二人行驶的路上，两人在车内發生口角争执，结果导致翻车事故。身受重伤的Eric临死前请求她以后不再当舞小姐，她答应了他，最终Eric死在她怀里。

## 角色
- 劉德華 饰 Eric。富家子，实习医生，父母长居美国
- 溫碧霞 饰 梁佩君。中国宫廷夜总会舞小姐，与别的男人生有一子（噹噹）
- 吳孟達 饰 波哥。喜欢梁佩君的夜总会客人
- 李麗珍 饰 露露。佩君妹

## 電影歌曲

### 主題曲
| 歌名           | 演唱者         | 作曲   | 填詞   | 編曲   |
| 〈停不了的愛〉 | 彭健新、雷安娜 | 林慕德 | 林振強 | 黎小田 |

## 獎項
| 年份 | 頒獎典禮            | 獎項       | 名字 | 結果 |
| ---- | ------------------- | ---------- | ---- | ---- |
| 1985 | 第4屆香港電影金像獎 | 最佳劇本   | 文雋 | 提名 |
| 1985 | 第4屆香港電影金像獎 | 十大華語片 |      | 獲獎 |

## 外部連結
- 香港影庫上《停不了的愛》的資料（繁體中文）
- 豆瓣电影上《停不了的愛》的資料 （简体中文）
- 时光网上《停不了的愛》的資料（简体中文）
- AllMovie上《停不了的愛》的资料（英文）
- 爛番茄上《停不了的愛》的資料（英文）
- 互联网电影数据库（IMDb）上《停不了的愛》的资料（英文）